# Caldeira de Santorin
Pour les articles homonymes, voir Santorin (homonymie).
La caldeira de Santorin est une baie délimitée par les différentes îles de l'archipel de Santorin, constituée d'une caldeira submergée et cernée par des falaises. Cette caldeira s'est formée autour de 1600 av. J.-C. au cours de l'éruption minoenne, qui a vu la destruction d'une partie de l'ancienne île. Celle-ci comportait déjà une caldeira, plus petite ; ses vestiges constituent les îles actuelles de Santorin, Thirassía et Aspronissi.

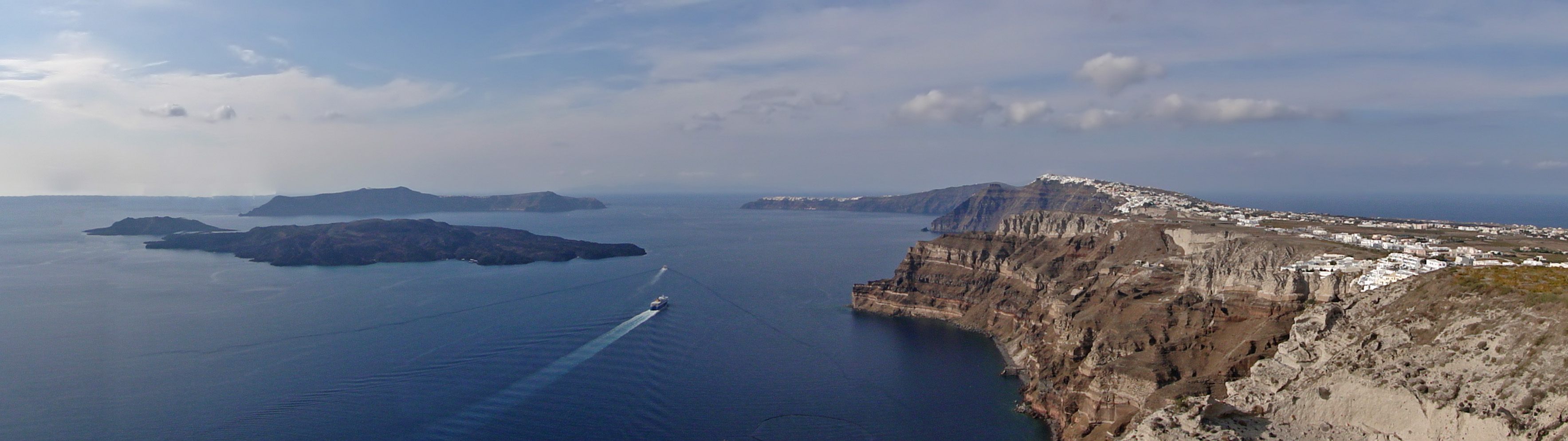
La caldeira de Santorin avec les îles : Néa Kaméni, Paléa Kaméni, Thirassía et Santorin